# Aurillac-1 (tổng)
Tổng Aurillac-1 là một tổng của Pháp, thuộc tỉnh Cantal trong vùng Auvergne-Rhône-Alpes.

## Các đơn vị trực thuộc
Tổng Aurillac-1 là một phần của Aurillac với dân số 9.056 người

## Lịch sử
| Ngày bầu cử                      | Tên            | Đảng | Chức vụ                                                                                         |
| -------------------------------- | -------------- | ---- | ----------------------------------------------------------------------------------------------- |
| Dữ liệu trước năm 1998 không rõ. |                |      |                                                                                                 |
| 1998, réélu le 28                | Alain Calmette | PS   | premier Phó thị trưởngAurillac de 2001 à 2006 Thị trưởng Aurillac từ ngày 23 tháng 2 năm 2006}} |